# Трофимович, Константин Константинович
Константин Константинович Трофимович (1 апреля 1923 года, Пинск — 29 марта 1993 года, Львов) — украинский филолог-славист, сорабист, журналист, профессор Львовского университета. Лауреат национальной серболужицкой премии имени Якуба Чишинского. Автор первого в истории «Верхнелужицко-русского словаря».

## Биография
Родился в 1923 году в Пинске. Начальную школу и несколько классов гимназии окончил в городе Сарны. Участвовал в Великой Отечественной войне. Среднее образование получил в 1947 году. В этом же году поступил на учёбу на филологический факультет Львовского университета. Изучал богемистику. В 1952 году окончил своё образование в университете. Преподавал в университете с 1954 по 1990 года. В 1961 году защитил диссертацию на соискание научной степени кандидата филологических наук по теме «Сложные слова в чешском языке добелогорского периода». Его усилиями в университете в 1974 году было введено изучение сербохорватского языка и в 1978 году — болгарского языка и их литературы. В 1978 году защитил диссертацию на соискание научной степени доктора наук по теме «Становление и развитие верхнелужицкого литературного языка».
С 1952 (?) года — лаборант, с 1964 года — старший преподаватель, доцент, с 1979 по 1986 года — заведующий кафедрой славянской филологии.
Скончался в 1993 году во Львове. Похоронен на Лычаковском кладбище.

## Научная деятельность
Автор учебников и пособий по старославянскому языку.
Особенное внимание уделял изучению лужицких языков. Автор около 150 работ, связанных с сорабистикой. Написал учебник «Серболужицкий язык» (1964), составил «Верхнелужицко-русский словарь» (1974), «Українсько-верхньолужицький словник» ч. 1 (1993). В соавторстве написал «Зарисовки из истории лужицкой литературы» (1970). Один из составителей антологии детской поэзии «Ласточка из Лужицы» (1969) и антологии «Поэзия лужицких сербов» (1971).
Исследовал серболужицко-украинские языковые и литературные связи («Спільність і відмінності в розвитку відмінювання іменників у лужицькій та українській мовах» (1968), «Сучасні українсько-серболужицькі літературні зв’язки»(1986), «Серболужицька література і Україна» (1987)).
Был членом серболужицкой общественной культурной организации «Матица сербо-лужицкая».

## Награды
Награждён государственной премией ГДР имени Якуба Чишинского (1986), литературной премией «Домовины» (1988).

## Основные сочинения
- Серболужицька мова: Лекції для студентів філологічного факультету. — Львів, 1964. — 122 с.
- Нариси з історії серболужицької літературної мови/ Лекції для студентів філологічного факультету. — Львів, 1970. — 48 с.
- Трофимович К., Моторний В., Нариси з історії серболужицької літератури. — Львів, 1970. — 93 с.
- Верхнелужицко-русский словарь = Hornjoserbsko-ruski słownik/ Составил К. К. Трофимович. — Москва-Бауцен, 1974. — 564 с.
- Моторный В. А., Трофимович К. К. Серболужицкая литература. — Львів, 1987. — 171 с.
- Серболужицкий язык: Учебное пособие для университетов. — Минск, 1989. — 67 с.
- Моторний В. А., Трофимович К. К. Історія серболужицької культури (XVIII—XIX ст.): Текст лекцій. — Львів, 1991. — 40 с.
- Українсько-верхньолужицький словник (А-Й) / Уклав К. Трофимович. — Львів, 1993. — 89 с.
- Українсько-верхньолужицький словник (К-Я) / Уклав К. Трофимович. — Львів, 1993. — 157 с.
- Лужицькі серби (посібник з народознавства). / Під заг. ред. В. Моторного та Д. Шольце. — Львів, 1997. — 266 с.
- Становлення та розвиток верхньолужицької літературної мови/ Наук. редагування Ольга Албул та Оксана Лазор. — Львів, 2009. — 232 с.